# Phyle versatile
Phyle versatile är en fjärilsart som beskrevs av Frederick H. Rindge 1990. Phyle versatile ingår i släktet Phyle och familjen mätare. Inga underarter finns listade i Catalogue of Life.